# Háje (přírodní památka, okres Liptovský Mikuláš)
Háje jsou přírodní památka v katastrálním území obce Beňadiková v okrese Liptovský Mikuláš v Žilinském kraji na Slovensku. Území bylo vyhlášeno či novelizováno v roce 1977 a jeho rozloha je 0,08 hektaru. Předmětem ochrany je podmořský sesuv z období středního paleogénu s výskytem mohutných pelokarbonátových koulí.